# Hyposoter christenseni
Hyposoter christenseni là một loài tò vò trong họ Ichneumonidae.